# Catherine Peyretone
Catherine Pereytone (Montpezat-sous-Bauzon, 1475 - Montpezat-sous-Bauzon, 1519) fue una mujer francesa que murió quemada viva acusada de brujería por un tribunal de la Inquisición.

## Biografía
Catalina Pereytone nació en 1475 y vivió en la localidad de Montpezat-sous-Bauzon, situada en el departamento de Ardèche, antiguamente llamado Vivarés. Tenía tres hijos.

### Proceso de la Inquisición
El 24 de septiembre de 1519 se abrió un proceso de la Inquisición contra Catalina Peyretone, acusada de brujería. El proceso se relata detalladamente en el libro de Jean-Baptiste Dalamas, Les sorcières du Vivarais devant les inquisiteurs de la foi, que data de 1865. El tribunal de la Inquisición estaba presidido por el Reverendo Padre Louis Briny y el Reverendo Padre Louis Chambonis. Pereytone fue acusada de haber negado a Dios y a la Virgen María para entregarse "en cuerpo y alma" a un demonio llamado Barrabam. El tribunal le reprochaba también, que no había confesado sus pecados al sacerdote desde su encuentro con el diablo, de no haber recibido ni tragado el cuerpo de Cristo, de hacer oraciones simuladas, de invocar al diablo Barrabam para curar a personas o animales, de haber comido carne de niños o incluso de haber destruido frutos y cosechas. Durante el juicio fueron llamados varios testigos que a su vez acusaron a Pereytone de haber cometido actos de brujería.
Peyretone fue arrestada el 25 de septiembre de 1519 y llevada al castillo de Montpezat-sous-Bauzon, donde fue encerrada en un calabozo. Al día siguiente, fue interrogada por el reverendo Briny, acompañado de Tenet y del notario Simón Valentín. Durante el interrogatorio, Peyretone confesó haber encontrado, unos veinte años atrás, al diablo en forma de liebre. Que este le sugirió que renunciara a Dios y se convirtiera en su maestra para hacerla una mujer rica y permitirle vengarse de sus enemigos, propuesta que aceptó. También declaró haber cometido todos los delitos que la atribuía el tribunal de la Inquisición. Luego fue conducida al patio inferior del castillo, donde confesó una vez más, y públicamente, haber cometido los crímenes que se le imputaban.
El 8 de octubre de 1519, Peyretone fue llevada a la plaza pública de Montpezat donde luego fue atada a un pilar, delante de los habitantes. Fue condenada a permanecer atada al pilar durante tres días y luego a ser quemada viva. El 12 de octubre de ese mismo año, a las dos de la tarde, Peyretone fue conducida al lugar de ejecución, "descalza y con una cuerda al cuello", donde fue quemada viva.
En Les sorcières du Vivarais devant les inquisiteurs de la foi, Dalmas afirmó que Peyretone padecía seguramente de alguna forma de locura: "Es evidente que esta mujer maníaca era víctima de una aberración mental; que su imaginación aturdida creaba por sí misma los objetos materiales de sus sensaciones [...] Supo exaltarse hasta el punto de creerse verdaderamente culpable, y persistir en hacer la confesión pública de los crímenes imaginarios que había confesado al Inquisidor, en su prisión". También consideró que el proceso fue ilegal porque los imputados no tenían defensa y porque, los jueces no tenían la condición necesaria para presidir un tribunal de ese tipo.